# 日置道形
日置 道形（へき の みちかた）は、奈良時代の貴族。名は通形とも記される。氏姓は日置造のち栄井宿禰。官位は従五位下・造兵正。

## 経歴
称徳朝にて伊勢介を務めるが、天平神護3年（767年）6月に国守の安倍東人と共に等由気の宮上空に五色の瑞雲が立ち上って宮の上を覆った旨を上奏し、神護景雲改元のきっかけを作った。この功により、同年8月に正六位下から二階昇進して外従五位下に叙せられた。
光仁朝に入り、宝亀2年（771年）主税助に任ぜられ京官に遷る。翌宝亀3年（772年）各道に政情調査のために諸官人が派遣された際、道形は覆損使として北陸道に派遣されている。翌宝亀4年（773年）2月には大和国佐保川堤修理使に任ぜられている。その後は宝亀5年（774年）丹波介、宝亀11年（780年）主計助と、京官と地方官を交互に務めた。またこの間の宝亀8年（777年）には一族の蓑麻呂らと共に日置造から栄井宿禰に改姓している。
桓武朝に入り、天応2年（782年）内位の従五位下に叙せられるが、翌延暦2年（783年）備中守として地方官に遷る。延暦6年（787年）に官職を紀安提と交替し、内蔵助次いで造兵正と京官に復している。延暦9年（790年）8月までには没したらしく、同年8月の太政官符によると、山背国久世郡二町の位田が太政大臣の職田に改められており、そのうちの一町は、「元故従五位下栄井宿禰道形位田」と記されている。

## 官歴
『続日本紀』による。
- 時期不詳：正六位下。伊勢介
- 神護景雲元年（767年） 8月16日：外従五位下
- 宝亀2年（771年） 閏3月1日：木工助。9月16日：主税助
- 宝亀3年（772年） 9月25日：北陸道覆損使
- 宝亀4年（773年） 2月：大和国佐保川堤修理使
- 宝亀5年（774年） 3月5日：丹波介
- 宝亀8年（777年）  4月3日：日置造から栄井宿禰に改姓
- 宝亀11年（780年） 3月17日：主計助
- 天応2年（782年） 5月20日：従五位下（内位）
- 延暦2年（783年） 2月25日：備中守
- 延暦6年（787年） 2月8日：内蔵助。5月25日：造兵正
- 延暦9年（790年）8月以前：卒去